# Gilbert Basset
Gilbert Basset († Juli oder August 1241) war ein englischer Adliger und Rebell.

## Herkunft und Aufstieg im Dienst des Königs
Gilbert Basset war vermutlich ein jüngerer Sohn des englischen Adligen Alan Basset. Ob seine Mutter Alice (oder Alina) de Gai († 1230) oder eine mögliche frühere Frau Alice de Gray war, ist ungeklärt. Wie sein Vater und seine Brüder trat Gilbert in den Dienst des Königs und schließlich in den Dienst der Familie von William Marshal, 1. Earl of Pembroke ein. Er war möglicherweise der Sohn von Alan Basset, der 1214 anstelle seines Vaters am erfolglosen Feldzug von König Johann ins Poitou teilnahm. Erstmals sicher erwähnt wird er während des Ersten Kriegs der Barone, als ihm der König nach 1215 Besitzungen bei Sutton in Surrey zur Verwaltung übergab. Während der nächsten zehn Jahre diente er zumeist als Ritter im königlichen Haushalt. 1229 wurde er zum Constable von Devizes Castle ernannt. 1230 nahm er am Frankreichfeldzug von König Heinrich III. teil, und 1231 wurde er Verwalter von St Briavels Castle und des Forest of Dean. Der König belohnte ihn, indem er ihm mit der Verwaltung mehrerer Güter betraute, darunter Marden und Upavon in Wiltshire. Besonders Upavon war ein einträgliches Gut, das zuvor dem Höfling Peter de Maulay gehört hatte, der in Ungnade gefallen war.

## Rebell gegen den Regentschaftsrat
Nach dem Tod seines Vaters erbte Basset 1232 dessen Güter. Dazu erhielt er Kirtlington in Oxfordshire und Speen in Berkshire, die sein 1230 gestorbener Bruder Thomas als Vasall von William Marshal, 2. Earl of Pembroke gehalten hatte. Seinem jüngeren Bruder Philip übergab er 1230 oder 1231 Güter bei Leeds in Yorkshire, die er als Vasall des Earl of Lincoln hielt. Bassets Karriere im Dienst des Königs endete jedoch, als 1232 der Justiciar Hubert de Burgh gestürzt wurde und stattdessen dessen Rivale Peter des Roches die Macht übernahm. Basset wurde im Oktober 1232 als Verwalter von Devizes und St Briavels Castle entlassen. Peter de Maulay, der frühere Besitzer von Bassets Gut Upavon, war ein enger Freund von des Roches und klagte vor dem Hofgericht auf Rückgabe des Guts. Obwohl Basset eine Charta des Königs hatte, musste er im Februar 1233 Upavon wieder an Mauley übergeben. Diese willkürliche Enteignung Bassets war für viele Barone ein erneutes Beispiel für den Amtsmissbrauch von Peter des Roches. Basset, der nun vollends in Ungnade gefallen war, begann daraufhin eine offene Rebellion. Daraufhin wurde im Juni 1233 die Beschlagnahmung seiner anderen Güter und seine Verhaftung befohlen. Zusammen mit zahlreichen Verwandten, darunter seinen Brüdern Warin und Philip sowie Richard Siward, dem Mann seiner Cousine Philippa, schloss Basset im August 1233 auf seinem Gut High Wycombe ein Bündnis mit seinem Lehnsherrn Richard Marshal, 3. Earl of Pembroke. Anschließend führten sie von den Welsh Marches aus einen erbitterten Kleinkrieg gegen den königlichen Regentschaftsrat. Dabei verbündeten sie sich mit den Walisern unter Fürst Llywelyn ab Iorwerth, die sich seit 1231 im Krieg mit Heinrich III. befanden. Zusammen mit Richard Siward unternahm Basset dabei Raubzüge nach England, auf denen sie Güter des Königs und seiner Günstlinge überfielen. Im Oktober nahm er an dem Überfall auf Devizes teil, bei denen der dort ins Kirchenasyl geflüchtete Hubert de Burgh befreit wurde. Zwar fiel Richard Marshal im April 1234 im Kampf gegen Anhänger des Roches in Irland, doch unter dem Druck anderer Magnaten und der meisten englischen Bischöfe wurde des Roches im Mai 1234 in Ungnade vom König entlassen. Heinrich III. vergab Basset und auch den anderen Rebellen ihre Rebellion, worauf sie an den Hof zurückkehren durften. Dazu erhielt Basset auch Upavon und weitere Güter vom König zurück.

## Späteres Leben
In den folgenden Jahren erhielt er mehrfach Geschenke des Königs, darunter Wildbret sowie Holz aus den königlichen Wäldern, das er zum Wiederaufbau seiner während der Rebellion zerstörten Güter verwendete. Von Mai 1234 bis zu seinem Tod bezeugte Basset mehrere Urkunden des Königs, von Hubert de Burgh und von Gilbert Marshal, 4. Earl of Pembroke, der das Erbe seines Bruders Richard angetreten hatte. Dem päpstlichen Legaten Oddone di Tonengo gelang es nach 1237, Hubert de Burgh, Gilbert Basset und Richard Siward mit Peter des Roches auszusöhnen. Basset starb an den Folgen eines Jagdunfalls. Er wurde im Priorat von Bicester in Oxfordshire, der Familienstiftung der Bassets, begraben.

## Familie und Erbe
Im Sommer 1234 hatte Basset Isabella de Ferrers († um 1260), eine Tochter von William de Ferrers, 4. Earl of Derby, einem Cousin von Richard Marshal geheiratet. Isabella brachte als Mitgift das Gut von Greywell in Hampshire mit in die Ehe.
Bereits vor seinem Tod hatte Basset Stiftungen zugunsten des Priorats von Blackmore in Essex und des Augustinerpriorats von Bicester gemacht. Seine Witwe Isabella heiratete nach seinem Tod Reginald de Mohun of Dunster († 1258). Bassets einziger Sohn starb noch als Kind am 22. August 1241, wenige Wochen nach seinem Vater. Seine Besitzungen fielen damit an seinen jüngeren Bruder Fulk Basset, Bischof von London, und nach dessen Tod 1259 an den jüngeren Bruder Philip Basset.
Möglicherweise war Fulk of Sandford, Erzbischof von Dublin, ein unehelicher Sohn von Basset.